# 木拉提·纳斯洛夫

木拉提·纳斯洛夫（維吾爾語：مۇرات ناسىروۋ‎，拉丁维文：Murat Nasirow，羅馬化：Murat Ismailovich Nasirov；1969年12月3日—2007年1月19日），俄罗斯维吾尔族流行歌手，生于哈萨克斯坦阿拉木图，2007年1月19日去世于俄罗斯莫斯科。

## 音乐历程
木拉提·纳斯洛夫出于哈萨克斯坦阿拉木图市的一音乐世家。小学和中学毕业后，在苏联军队中服役两年。之后他在莫斯科一所音乐学院学习，1996年毕业。1991年，木拉提参加在雅尔塔市举行的「苏联青年音乐节」，并一举摘得流行音乐的第一名。之后，他渐渐在乐坛崭露头角。在学习的同时，他成立了「新港口乐队」，组织音乐会，制作电影或电视剧的音乐，并演唱了很多电影或电视剧的主题歌。
1997年，他发布了专辑 「Tambowgha Barmaqchi Bolghan Bala」，顿时成为了独联体国家年轻人中最流行的歌手。在独联体国家的各个电台、电视台每天都会播出他的歌曲，这给大众留下了深刻的印象。他又与俄罗斯歌星Apina一起演唱了「Ayding këche」，再一次地震撼了乐坛和听众。
给木拉提带来荣誉的那些作品，几乎都是他亲自作词作曲的。目前为止，木拉提已经发布了「Mëning tarixim」（维吾尔语：我的历史）等五张专辑。莫斯科著名网络杂志发表了一篇文章，题为「世界上最著名的维吾尔人」，专门介绍木拉提。俄罗斯音乐专家对他的评价是：
|  | 他的声音响亮、轻，让人感觉舒服。音乐很有旋律，偏向轻音乐，具有很高的专业技术水平。 |

2007年1月19日夜，37岁的木拉提从位于莫斯科五层高的公寓楼的阳台上跌下，事故的原因仍然不明。传说事故原因是木拉提在饮用了一些搀有不明药品的饮料后，意识出现错乱。但在博金医院对死者尸检时，没有发现毒品或酒精的痕迹。据官方的说法是这个国家很普遍的抑郁症。 
据木拉提的妻子娜塔莉亚·博伊科说，死亡是由于发生了意外。 据当时在公寓的犯罪学家表明，也许这是反对者的蓄意谋杀或报复。
木拉提下葬在哈萨克城市阿拉木图 。

## 家庭背景
木拉提的父亲司马义·纳西洛夫（Ismail Nasirow），亦是他的启蒙老师。1940年后，他的父亲在阿克苏、库车、喀什等地方参加当地音乐团体。1945年8月，他的父亲加入了三区革命的「东突厥斯坦民族军」，并参战阿克苏战役。10月，他与返回北疆的民族军一起北上，并组织了艺术团，后来他工作于伊犁政府艺术团。1949年12月中国人民解放军进驻新疆整编民族军时，司马义被分到了买买提伊敏·伊敏诺夫的团，并随团驻扎在喀什。1956年移民到苏联哈萨克斯坦。